# Ekeby, Uppsala

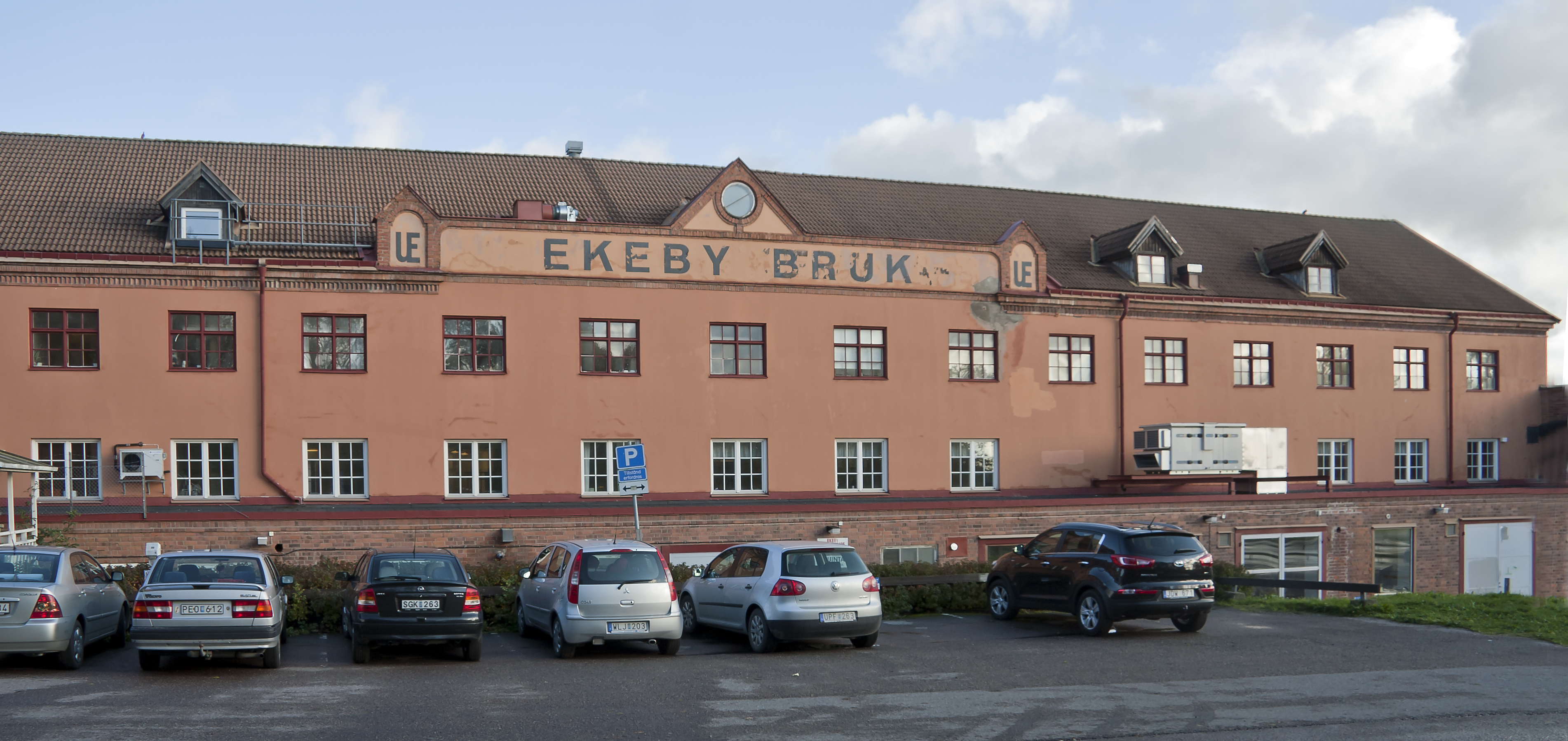
Ekeby Bruks fabrikslokaler.

Ekeby är en stadsdel i västra Uppsala cirka 2 km från centrum belägen mellan Rickomberga, Flogsta, Eriksberg och Kungsgärdet.
Ursprungligen var Ekeby en by i Bondkyrka socken. Byn omtalas första gången 1337 ('de Echeby'). I byn fanns under 1500-talet två frälsebönder.
Bostadsbebyggelsen i Ekeby består huvudsakligen av kedjehus och flerbostadshus byggda omkring 1980 och bostäderna på Nordengatan och Tartugatan byggda på 90-talet. I Ekeby fanns Ekeby bruk, en tegel- keramikindustri som anlades 1886 av det då nybildade Upsala-Ekeby AB. Detta företag kom senare att växa till en av Sveriges största koncerner inom keramik och glas. Tillverkningen vid Ekeby bruk lades ned successivt under 1970-talet och slutgiltigt 1977. De gamla fabriksbyggnaderna vid Ekeby bruk finns kvar och hyser idag annan verksamhet, som ett konferenscenter, flera skolor, mindre industrier och detaljister.
En numera riven kyrka i området gick under namnet Sankt Olofs kyrka.
I denna stadsdel fanns tidigare stationen Ekebybruk längs Uppsala-Enköpings Järnväg. Den öppnades den 14 maj 1912 och lades ned när hela järnvägen blev nedlagd den 11 juni 1979.
Gatunamnen i Ekeby är tematiskt uppkallade efter städer i Norden.
- Helsingforsgatan
- Köpenhamnsgatan
- Oslogatan
- Nordengatan
- Reykjaviksgatan
- Tartugatan
- Tavastehusgatan
- Torshavnsgatan
- Vänortsgatan